# Kream
«Kream» (с англ. — «Деньги заправляют всем вокруг меня») — песня, записанная американской хип-хоп исполнительницей Игги Азалией при участии американского рэпера Tyga. Она была выпущена 6 июля 2018 года в качестве лид-сингла с её второго мини-альбома Survive the Summer. Трек включает в себя семплы из песен «C.R.E.A.M.» групы Wu-Tang Clan и «Dead End» Raw Beat Mafia.
Название трека представляет собой аббревиатуру, происходящую от фразы «деньги заправляют всем вокруг меня» («cash rules everything around me»). В песне Азалия упоминает участника группы Sex Pistols Сида Вишеса, Айс Кьюба и модель Беллу Хадид, ссылаясь на её «homeboy» интервью, ставшее интернет-мемом в 2017 году.

## Предыстория и релиз
В начале июля 2018 года Азалия написала в Твиттере: «Поскольку я не могу сказать и слова без вопросов о том, когда же выйдет мой новый мини-альбом, то отвечаю прямо: Survive the Summer выходит 6 июля». Однако выпуск альбома был отложен на месяц из-за смены президента лейбла Island Records. В итоге в день, когда должен был выйти альбом, «Kream» была выпущена в качестве заглавного сингла с альбома вместе с промо-синглом «Tokyo Snow Trip».
12 июля 2018 года Азалия в своём аккаунте в Твиттере сообщила, что первоначально «Kream» задумывался как промо-сингл, но после его впечатляющего успеха в чартах, лейбл исполнительницы решил отправить его на радио для дальнейшего продвижения.
Ровно год спустя песня получила небольшое возрождение в чартах в связи с тем, что её фрагмент стал частью интернет-челленджа под названием «Open Up The Safe Challenge» (вступительные слова песни).
В июле 2019 года пользователь TikTok под именем Джонни Маккей загрузил видео, в котором песня случайно проигрывалась вместо государственного гимна США во время бейсбольного матча. Видео быстро стало вирусным интернет-мемом, в результате чего песня вновь обрела популярность. Позже в том же месяце пользователь, выложивший видео заявил, что инцидент был сфабрикован.

## Видеоклип
Режиссёром музыкального видео выступил Колин Тилли, ранее уже работавший с Азалией над видеоклипом на её предыдущий сингл «Savior». Съёмки прошли в июне 2018 года в Лос-Анджелесе. Видео вдохновлено тематикой стриптиза, в нём показано множество девушек во главе с Азалией, тверкающих в откровенных нарядах в тёмном доме с неоновым освещением. Игги также тверкает на кухне возле духовки, наполненной деньгами и лежит в постели с Tyga в откровенном нижнем белье.

## Чарты
| Чарты (2018)                                       | Высшая позиция |
| -------------------------------------------------- | -------------- |
| Австралия Digital Tracks (ARIA)                    | 27             |
| Австралия Artist Singles (ARIA)                    | 14             |
| Канада (Billboard Canadian Hot 100)                | 54             |
| Франция (SNEP)                                     | 148            |
| Венгрия (Single Top 40)                            | 26             |
| Ирландия (IRMA)                                    | 96             |
| Япония Hot Overseas (Billboard)                    | 34             |
| Новая Зеландия (RMNZ)                              | 11             |
| США (Billboard Hot 100)                            | 96             |
| США Bubbling Under R&B/Hip-Hop Singles (Billboard) | 1              |
| США (Billboard Rhythmic)                           | 27             |

## Сертификации
| Регион                                                                      | Сертификация  | Продажи   |
| --------------------------------------------------------------------------- | ------------- | --------- |
| Бразилия (ABPD)                                                             | 2× Платиновый | 80 000    |
| Польша (ZPAV)                                                               | Золотой       | 10 000    |
| США (RIAA)                                                                  | Платиновый    | 1 000 000 |
| Данные о продажах + прослушиваниях приведены только на основе сертификации. |               |           |

## История релиза
| Регион | Дата           | Формат            | Лейбл           | Прим.  |
| ------ | -------------- | ----------------- | --------------- | ------ |
| Мир    | 6 июля 2018    | Цифровая загрузка | Island          | [ 26 ] |
| США    | 7 августа 2018 | Радио             | Island Republic | [ 27 ] |